# 海人

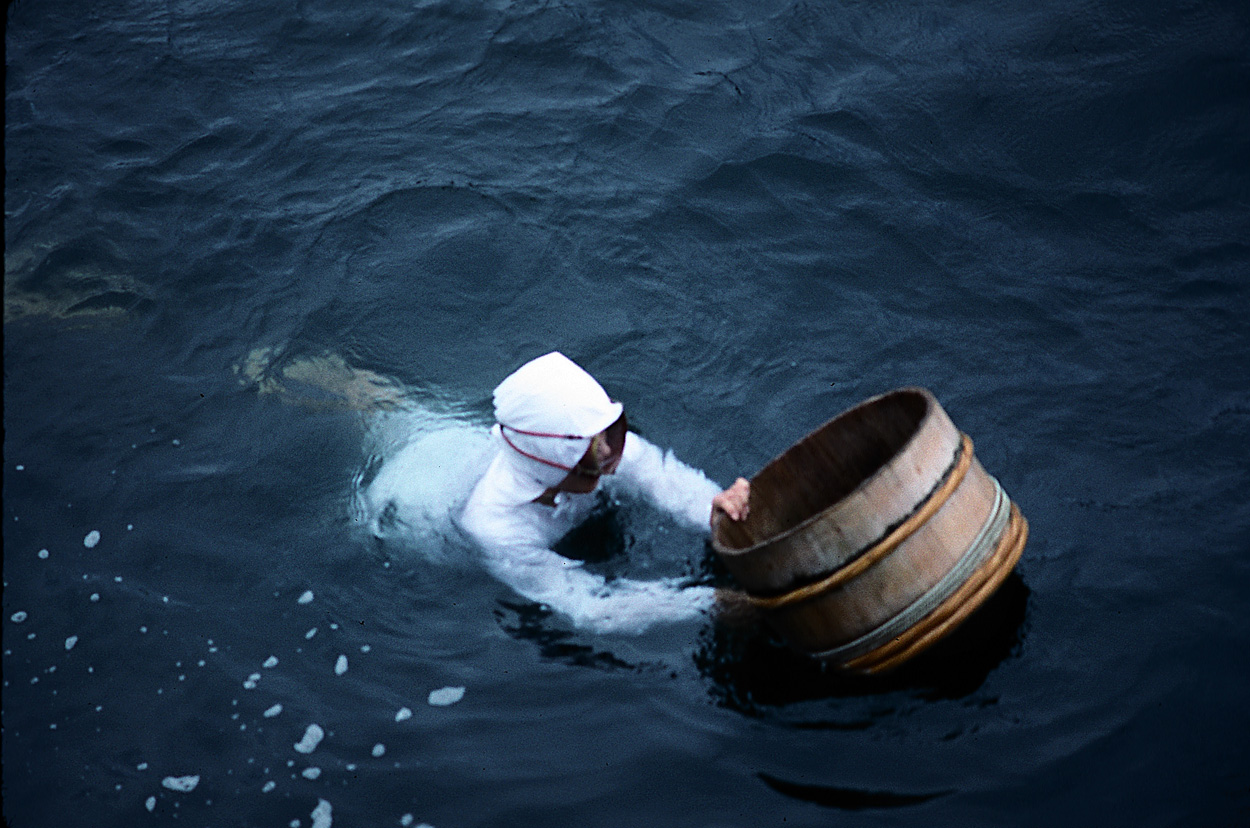
海女（アマ）

海人（あま、海士または海女とも）は、海に潜って貝類や海藻を採集する漁を（専業あるいは兼業で）職業とする人。「アマ」は本来は家船などを用いて水上で生活する人々を意味した。
日本の海人についての最古の記録は『魏志倭人伝』に見える。歌集『万葉集』、『小倉百人一首』に収められた和歌の題材ともなった。江戸時代から昭和時代にかけて漁労に携わる海人は多かったが、21世紀に至りその数は減少している。
海人が活動している地域には、代表的である三重県の志摩地域と石川県の能登地域のほか、久慈市や壱岐島八幡、韓国の済州島がある。
2020年代現在において、藻場の荒廃にともなう海人の減少、ならびにその育成が課題となっている。

## 表記
男性の海人を「海士」、女性の海人を「海女」と区別して記されることがあるが、いずれも「あま」と呼ばれる。海士を一文字にした「塰」という和製漢字（合字）があり、鹿児島県種子島の塰泊（あまどまり）という地名に用いられている。
源順の『和名類聚抄』に「和名阿萬」とあることから10世紀以前には「アマ」の呼称があった。「アマ」の漢字には、白水郎、漁人、海人などの字が当てられた。「白水郎」の表記について谷川士清は白水は中国の地名であり、郎は漁郎のことであるとする。また、「海人」は漁民の総称を意味する。なお、「海人」と書いて、うみんちゅ（沖縄方言）、かいと（静岡県伊豆地方など）と読む場合もある。一方で「海士」や「海女」の表記は古代の文献には見当たらず、「士」の文字が男性の美称として強調されるようになったのが武家社会成立後であることから鎌倉時代以後とされている。
また、「アマ」の語源について、貝原益軒は『日本釈名』で「ア」は「あをうみ」、「マ」は「すまい」の略であるとしている。
中国の水上生活者を意味する「蜑」（たん）、「蜑家」、「蜑女」という表記を用いて、「あま」と読む例が近世の文書に見られる。例えば、『南総里見八犬伝』に、「蜑家舟」と書いて「あまぶね」と読む語が登場する。
大韓民国では済州島などに「海女（ヘニョ）」と呼ばれる女性を中心とした海人がいる。

## 歴史
考古資料としては、神奈川県三浦市の毘沙門洞穴遺跡からシカの角でつくったアワビオコシとみられる遺物が弥生土器とともに見つかり、洞穴内からは大型のアワビ殻やアワビ殻で作った貝包丁が出土している。また、角製のアワビオコシは鉈切洞穴（千葉県館山市）からも発掘された。このほか、長崎県壱岐島の弥生時代の遺跡（カラカミ貝塚、ハルノツジ遺跡）から出土したへら状の骨製品は、クジラの肋骨を加工した骨製のアワビオコシと考えられている。アワビ（エゾアワビを除く）殻が出土した遺跡は日本全国で111例を数え、うち縄文時代の早期にあたるものが4つある（酒詰仲男『日本縄文石器時代食料総説』）。
文献に記された最古の記録は『魏志倭人伝』（『三国志』魏志東夷伝）とされ、佐賀県の松浦沿岸で暮らす人々を描写したものという。
…末廬国、四千余戸有り…、人好んで魚蝮（アワビ）を捕え、水に深浅となく、皆沈没してこれを捕る—『三国志』魏志東夷伝
『万葉集』などでは、讃岐国、伊勢国、肥前国、筑紫国、志摩国などで潜水を行う海人の記述が確認できる。万葉集では白水郎と表記する例が多い。
九州の一部などでは白水郎と記されている。このことから、中国・四国地方より東では潜水する海人を海人と呼び、九州地方では白水郎と呼んでいたことがうかがえる。
能登国や佐渡国の海士海女は、筑紫国の宗像地域から対馬海流に乗り、移動し漁をしていたという伝承が残り（舳倉島など）、痕跡として日本海側には宗像神社が点在する。鐘崎 (宗像市)には「海女発祥の地」とする碑がある。
『万葉集』では真珠、鮑などを採取するために潜ることをかずく、かづく、かずきなどと呼ぶ。現在これらの表現する地方は、伊豆、志摩、及び徳島の一部の海女であり、房総ではもぐる、四国では、むぐる、九州ではすむと呼ぶ。
『小倉百人一首』には殷富門院大輔により「見せばやな 雄島の海人の 袖だにも 濡れにぞ濡れし 色はかはらず」と詠まれている。
北九州市の和布刈神社などにも海女の伝承が残る。能「和布刈」として残る。
江戸時代には煎海鼠（いりなまこ、いりこ）や干鮑（ほしあわび）など、清国に輸出する海産物は俵物と呼ばれ、外貨を獲得できる重要な産品とされた。平戸の小値賀海士や南部海士、伊豆海士など、男性海人で構成される海士集団は、一般の漁師や地元の女性海人よりも効率的に俵物を回収できる職能集団として、幕府の俵物役人から請負制で他国の漁場に入漁し漁撈を行った。
1880年代後半、オーストラリアのトレス海峡諸島で行われていた真珠貝（ボタンの材料）採取に、数人の日本人潜水夫（海人）が採用される。このことは日本人労働者がオーストラリアに向かう契機となった。
戦後はウェットスーツなど潜水装備の充実や中華料理の普及によるアワビ需要の増加により海人が一時的に増加し、1956年には約1万7千人にまで達したが、その後は減少に転じ、2010年には2174人にまで減少した。
2009年（平成21年）10月3日、三重県鳥羽市にて「海女フォーラム・第1回鳥羽大会」が韓国・済州島の海女を招待して初開催され、集まった日本の8県10地域（欠席3県）を代表して地元鳥羽市の海女が「関係地域間の交流を重ね、海女文化の保存継承に努力するとともに、世界遺産登録に向かって前進したい」旨の大会アピールを宣言した。この会合は「海女サミット」と称されて毎年続けられている（新型コロナウイルスの流行に伴う2020年を除く）。この間、三重県では2014年1月に鳥羽志摩地方の海女漁を県の無形民俗文化財に指定、次いで同年6月、石川県が輪島地方の海女漁を県の無形民俗文化財に指定した。2017年3月3日には「鳥羽・志摩の海女漁の技術」が国の重要無形民俗文化財に指定され、将来のユネスコ申請をも視野に入れた取り組みが続けられている。
現在ダイビング器材を使用せずに素潜りで伝統的な海女漁が行われているのは、世界中で日本と韓国のみである。

## 三重県志摩地域
三重県の志摩半島は日本で最も海女の多い地域である。志摩半島では縄文時代の遺跡からアワビオコシと呼ばれるアワビを岩からはがすための道具が出土しており、古代から潜水して漁を行う人がいたとみられる。ただし「海女」として文献に現れるのは8世紀のことである。
大正時代から昭和初期になると観光でも注目されるようになり海女漁は絵葉書のデザインなどにも用いられた。
2017年（平成29年）に「鳥羽・志摩の海女漁の技術」として国の重要無形民俗文化財に指定された。
志摩地方の海女の数は2018年度（平成30年度）の調査で鳥羽市と志摩市を合わせて647人だった。

### 形態
三重県志摩地域の海女漁業の形態には、フナド（舟人）とカチド（徒人）がみられる。具体的には夫婦（あるいは親子）で船に乗り込んで妻が潜って夫が操船しながら命綱を手繰る舟人（ふなど）海女の形態と、磯の付近において一人で漁を行う徒人（かちど）海女の形態である。徒人海女は磯桶を浮きの代わりに用いたので「桶海女」と呼ぶところもある。カチドとフナドのほかに、複数の海女が1隻の漁船に乗り合わせて漁を行うノリアイと呼ばれる形態もある。
潜水の深さは3～4mであるが、海女によっては20mくらいの深さまで潜ることもある。潜水の時間は長くても50秒程度である。潜水時に肺を傷めないようにする呼吸法を磯笛と呼ぶ。磯笛は日本の音百選にも選ばれている。
漁期は地域によって異なるが、2月から9月中旬の間に漁を行う地域が多い。漁獲制限として、地区ごとに漁獲物の大きさの制限、季節の制限、日数の制限、時間の制限、禁漁場所の設置などを行っている。

### 磯着

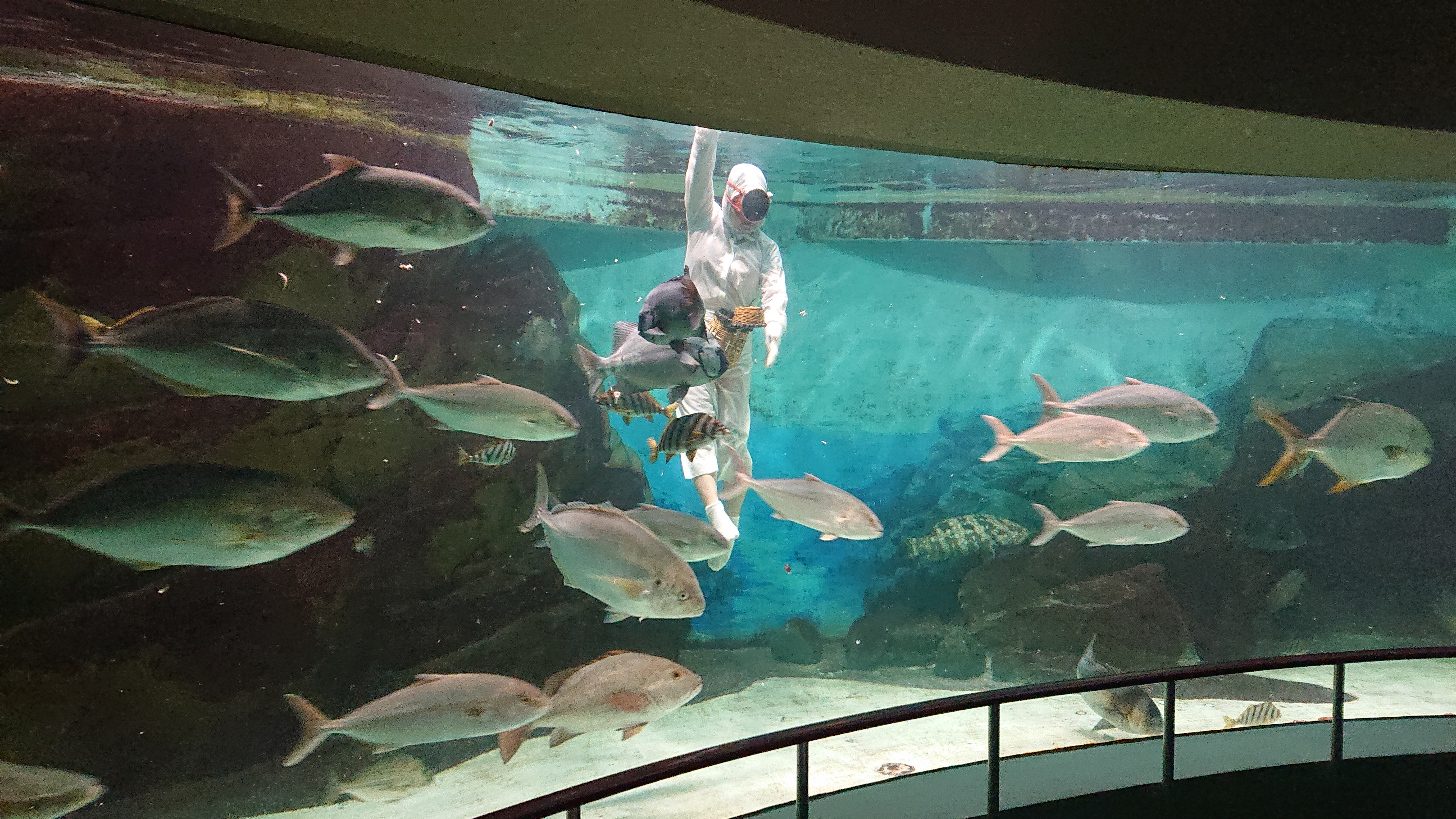
磯着姿の海女（志摩マリンランド）

- 三重県の志摩地方では、英虞湾などでの真珠養殖を欧米人に見学させる際に、上半身裸では問題があるとされ着衣が広まる。
- 白の磯着を着用するようになったのは明治中頃のことである[22]。大正時代になると風紀上の理由も加わって磯着が定着していった[22]。磯着は磯シャツと磯ナカネ（腰巻）からなる[22]。磯着は磯シャツと磯ナカネ（腰巻）からなる[22]。
- 1960年代頃からウェットスーツを着用するようになったが、浮力が大きくなったため5～8kgの重り付きベルトを着用するようになった[17]。ただし、ウェットスーツはより深く、より長く漁をするのに適していたが、アワビの採りすぎにつながるため使用を禁止していた地域もあった[22]。また、地域によっては1戸あたりのウェットスーツの数やウェットスーツの厚さに制限を設けている場合もある[22]。
- 鳥羽市鳥羽のミキモト真珠島では白の昔ながらの磯着による海女漁の実演が行われている[21]。

### 道具
- 海中で獲物を見つけるために磯メガネを着用する[17]。磯メガネは三重県では1878年（明治10年）から使用されるようになったが、アワビが取れすぎるようになったため、以降20年ほど使用を禁止する地域もあった[23]。初期には両目の枠が分かれた2眼メガネ（ゴーグルのような形）だったが、次第に目と鼻を同じ枠に入れる1眼メガネが用いられるようになった[23]。初期の1眼メガネには目が圧迫されるのを防ぐために、メガネ枠の外側に空気袋をつけて空気抜きをできるようにしたものもあった[23]。
- アワビを磯からはがすための道具をイソノミ（ノミ）という[17][18]。大小あり、ヘラのような形状でカギの付いたものもある[18]。
- 漁獲物を入れる容器には磯桶が使用されていたが、網袋を吊るした浮き輪（タンポ）が使用されるようになった[17]。タンポは命綱をつなぐ道具でもある[17]。

### カマド
海女漁業で浜に設けられた火に当たって暖を取るための場所（アタリ場）をカマドあるいは火場という。カマドは組別に分かれており、どの組に入るかは代々家ごとに決まっている。海女の女性は嫁ぐと夫の母が入っているカマドに加わる。カマドでは加入順に海側から座り、新人の「煙出し」と呼ばれる陸側に座る風習がみられた。
答志島には海女小屋体験の施設がある。

### 信仰

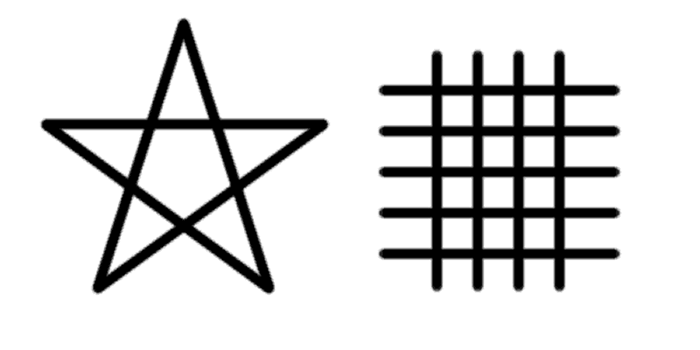
セーマンドーマン

大漁や操業の安全を願う祭りが各地にあり、代表的なものに浜祭り（志摩市布施田）、しろんご祭り（鳥羽市菅島）、潮かけ祭り（志摩市和具大島）などがある。また、志摩半島では、漁に際して唱えられる「ツイヤ、ツイヤ」の呪文の風習や、海女が魔除けとしてセーマンドーマンの意匠が入ったものを身に着けて海女漁をする風習がみられる。
鳥羽市相差町の神明神社参道には海女の人々が信仰する「石神さん」がある。
また、志摩地方では船に乗り込む際や海に入る際に必ず取り舵（トリカジ、左側）から入るなどの験担ぎもみられる。

## 石川県能登地域
石川県では外浦沿岸各地で潜水漁がおこなわれてきたが、特に能登半島の輪島市では最も古くから潜水漁が行われてきた。輪島の海女の起源は福岡県宗像市鐘崎を出自とする人々とされる（1569年に鐘崎から13人の男女が能登に渡来したと伝わる）。
能登地域の潜水漁は特に輪島市舳倉島海士町の人々によって行われている。輪島市海士町地区は1集落の海女の数では日本国内で最多である。海士町自治会は地先漁場である舳倉島及び七ツ島の共同所有者となっており、自治会が漁業権や漁場の管理を行っている。海女は磯入鑑札を購入して操業する。
舳倉島で操業する海女には舳倉島に住む定住海女と輪島から通うカヨイアマに分けられる。

### 形態
石川県の能登地域の海女漁業の形態には、陸から泳いで漁に向かうカチカラまたはオカダチ、介助者を伴うイソブネまたはイソノリ、親類や友人との乗合船で操業するノリアイがみられる。このうちイソブネ（イソノリ）は2008年（平成20年）を最後に従事者がいなくなった。
一回の潜水をヒトカシラといい、一回の潜水時間は45秒程度である。輪島市では一つのタライやチューブでつながった二人が交互に潜水作業を行うアイボウという形態がみられ、交互の休息と海中での採捕作業の安全確保が意図されている。
資源保護のため、休漁日の設定（7月～9月の第2・第4土曜日）、操業時間の制限（1日4時間）、禁漁区の設定、種苗放流、藻場保全活動を行っている。

### 磯着
能登地方ではウェットスーツは1960年（昭和35年）頃から普及し始め、季節ごとに厚さの異なるものを着用するようになっている。錘（重り）として自転車のチューブに鉛を通したものを腰に付けている。
能登地方では1960年代前半まで「サイジ」という独特のふんどしを穿いていた。

### 道具
- 水中眼鏡は能登地域では明治中期から用いられており、二眼式のものが多く用いられている[24]。
- アワビオコシは能登地域ではオービガネといい、鉄製のものは少なくなり、主にステンレス製である[24]。

### 信仰
正月の起舟祭では水中眼鏡やオービガネを神棚に供える風習がある。また、漁期以外の期間、オービガネを神棚に供える家もある。

## その他の地域

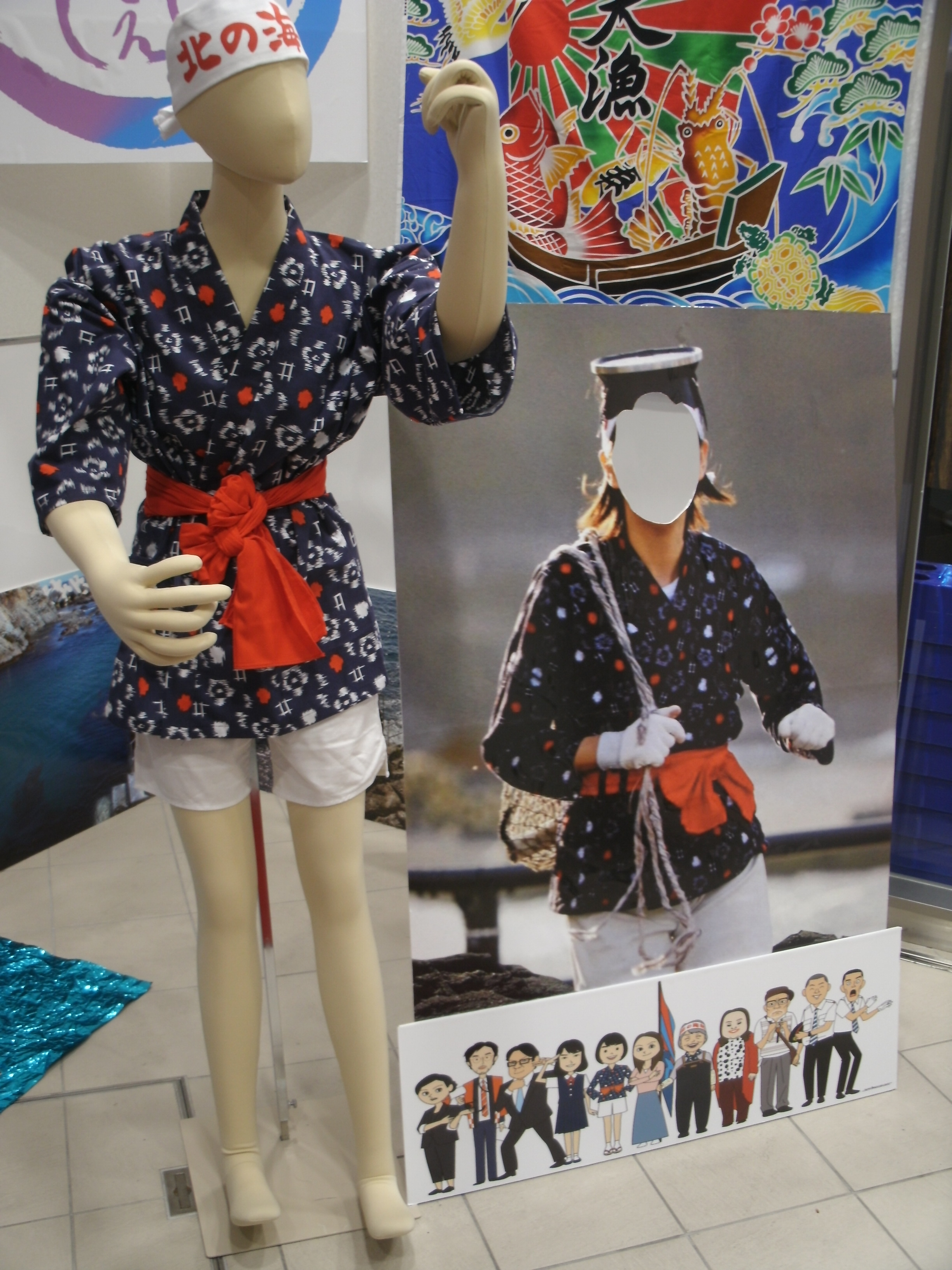
絣半纏

- 岩手県久慈市の「北限の海女」のように、かすりはんてん[27]を着用するところもある。また、水温の冷たさだけでなく岩場で知らず知らずに素肌を傷つけてしまうことが多い為、その対策として寒さと岩場での擦り傷から守るために「無地パンスト」を履くことも行われている。

潜水作業が終わり海から上がった後にフゴミの下に穿いている下着のラインが浮き出ることがあり、近年では黒のスパッツを着用することもある。
- 壱岐市芦辺町の八幡では、『レオタード漁』というのが行われており、その際海女はレオタード姿で海に潜る。肌色タイツの上から無地パンストorダンスタイツ(ベージュか黒か紫など)を着用してから、上半身はセーターの上に体操用長袖レオタードを着込み、頭には白の磯頭巾ではなく、スイムキャップフードを被り、スイムマスクを装着して潜っている。

## 育成と高齢化
海女になる人の中には、小学生くらいから年長者に遊びながら潜る訓練を受けており、20歳くらいになると10メートルは潜水し、水圧に負けないための独特の呼吸法を会得していく。しかし漁に出ている現役の海女は日本18都道府県で1978年から2010年の32年間で、約7000人減少しており、2160人となっていることが報告された。激減の要因について石原館長は「藻場が荒れ、海女漁の対象となるアワビやサザエなどの資源の減少が大きな影響を与えている」などと分析している。高知県や新潟県、東京都などでは100人以上存在した海女が0人となった。
岩手県久慈市の観光協会では、後継者育成を目的として2005年に地元の女子高生を対象とした海女クラブを設立した。